# Малый нетопырь
Малый нетопырь (лат. Pipistrellus pygmaeus) — мелкая летучая мышь рода нетопырей (один из самых мелких представителей рода).
Их масса обычно составляет 3—7 г, длина тела 32—45 мм, длина хвоста 20—36 мм, длина предплечья 28—30 мм, размах крыльев 18—21 см.
Мех короткий и густой, на спине коричневый, на брюшке светлее. Ухо закруглённое, несколько длиннее, чем шире. Козелок с округлой верхушкой, длина его примерно в 4 раза больше ширины. Большой палец длиннее или равен ширине запястья, измеренного на сложенном крыле. Пятый палец кисти вместе с пястной костью — длиной около 46 мм. От родственного нетопыря-карлика, с которым этот вид раньше смешивали, малый нетопырь отличается оранжевым выделением лицевых кожных и щечных желез, в результате чего у взрослых зверьков морда, шерсть (в первую очередь на голове) и гениталии имеют оранжево-желтый оттенок. Также, наибольшая энергия эхолокационных сигналов у малого нетопыря приходится на частоту около 54 кГц (против примерно 46 кГц у нетопыря-карлика), что позволяет различать эти виды акустически. Из-за этого малого нетопыря еще называют тонкоголосым (англ “soprano pipistrelle”).

## Образ жизни
Селится в основном вблизи или на краю лесных участков и населённых пунктов. Предпочитает антропогенные угодья; часто живет в поселениях, вплоть до крупных городов. Биология, вероятно, сходна с биологией нетопыря-карлика. Селится в постройках, реже – в дуплах деревьев и щелевидных укрытиях. Нередко разделяет их с другими видами рукокрылых.
Вылетает на охоту в ранних сумерках. Охотится на мелких летающих насекомых (в основном, двукрылыми, особенно водными мошками) на небольшой высоте.
Кормиться предпочитает около деревьев и водоемов.
Полет умеренно быстрый, маневренный. Эхолокационные сигналы средней–высокой интенсивности в диапазоне 50-60 кГц, с максимальной амплитудой около 55 кГц.
Мигрирующий вид.
Спаривание после окончания лактации, с выраженным гоном, или на зимовках. В выводке 1—2 детеныша. Лактация около 40 дней. Выводковые колонии, до нескольких десятков – сотен особей, самцы держатся обособленно.
Вид охраняется в странах Европы в соответствии с постановлениями EUROBATS и II-го приложения Бернской конвенции.